# ألعازار أفاران

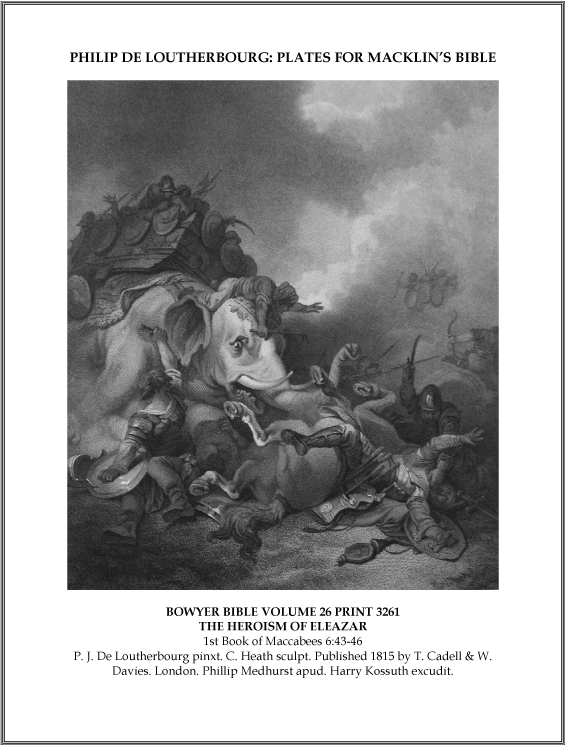
بطولة ألعازار ، لوحة محفورة في ماكلين الكتاب المقدس بعد لوحة للرسام فيليب جيمس دي لوثربورغ, 1815.

ألعازار أفاران، المعروف أيضا باسم العازار موكابيوس والعازار حاشوراني/ شوراني (بالعبرية: אלעזר המכבי العازار حاموكابي، אלעזר החורני العازار حاشوراني، توفي 162 قبل الميلاد) كان الابن الرابع لمتتيا الكاهن والشقيق الأصغر ليهوذا المكابي. قُتل في معركة بيت زكريا خلال ثورة المكابيين.
لا يُعرف سوى القليل عن العازار ، باستثناء موته البطولي كما قيل. وفقًا لفيفة أنتيوكوس، رأى والده فيه متعصبًا بين المتعصبين ، مثل بنحاس. في 2 مكابيس 8: 21-23 قيل أن العازار قرأ من التاناخ أمام الناس قبل بدء المعركة الأخيرة في 3 مكابيس 6: 16-19.
احتفاء به ظهرت وفاة العازار موضوعًا شائعًا للفن في العصور الوسطى ، حيث أعطيت أهمية نمطية كتهيئة تضحية المسيح لنفسه من أجل البشرية. رحب الفنانون بفرصة رسم الفيل على الرغم من أن معظمهم لم يروا فيل قط، ما اظهر بعض الرسومات للفيل بشكل غريب ، تم تصوير ألعازار في لوحة للفنان الفرنسي غوستاف دوريه من القرن التاسع عشر.
تم تسمية المستوطنة الإسرائيلية ، الإزار ، في غوش عتصيون ، بالقرب من موقع معركة بيت زكريا ، من بعده. أيضا هناك شوارع سميت باسمه في القدس وفي تل أبيب.

## وصلات خارجية
- Tapestry with Eleazer killing the elephant